# Shao Yong

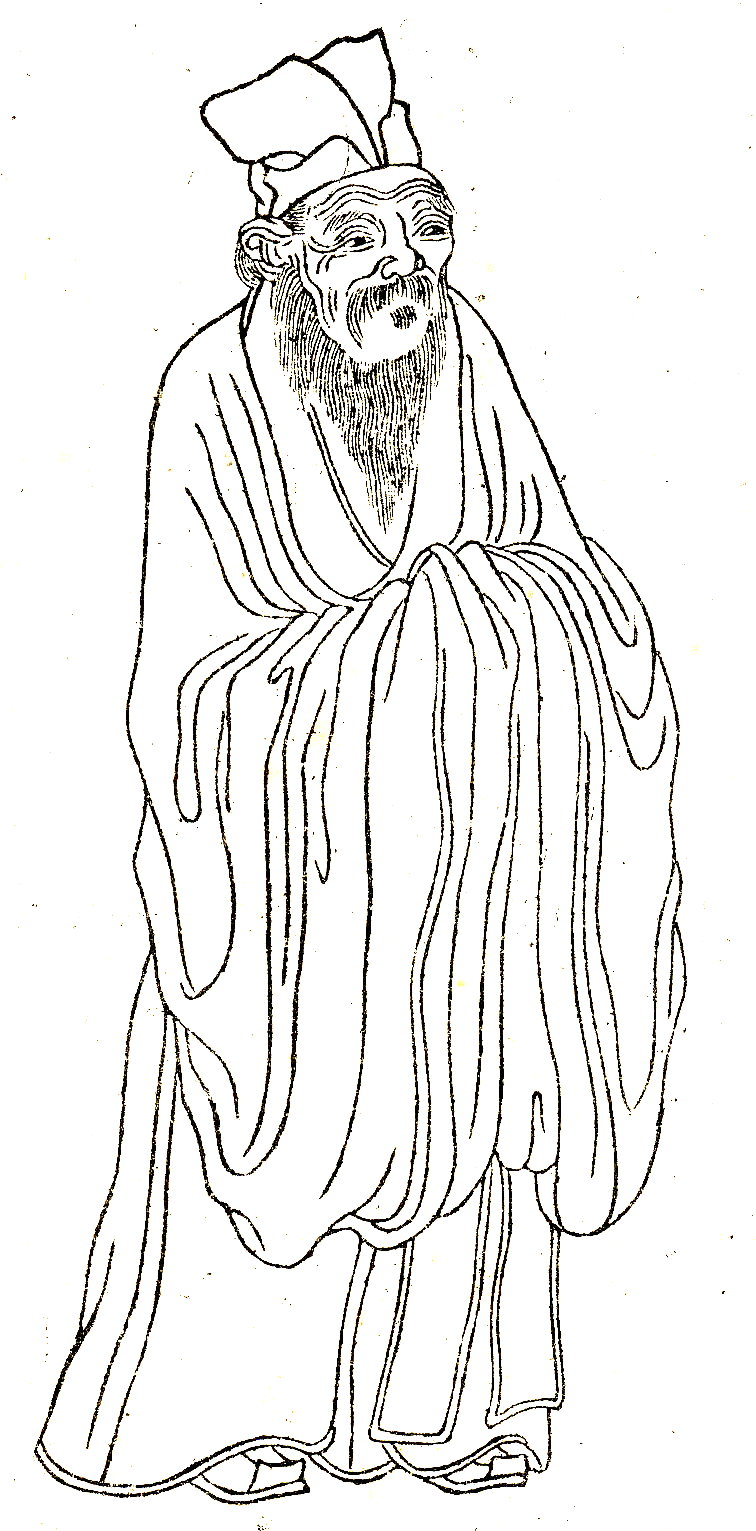
Shao Yong.

Shao Yong (chino=邵雍, Shào Yōng, escrito: Shao Yung, 1011–1077), nombre de cortesía Yaofu (堯夫), llamado Shào Kāngjié (邵康節) luego de su muerte, fue un filósofo chino, cosmólogo, poeta e historiador de la dinastía Song quien ejerció una gran influencia en el desarrollo del neoconfucianismo en China. 
Shao es considerado uno de los hombres más sabios de su época. A diferencia de la mayoría de los hombres de estas características en su sociedad, a lo largo de su vida Shao evitó ejercer posiciones en cargos gubernamentales, sin embargo su influencia igual fue importante. Escribió un importante e influyente tratado de cosmogonía, el Huangji Jingshi (皇極經世, El libro sobre los supremos principios del orden del mundo).

## Orígenes
Los antecesores de Shao eran oriundos de Fanyang. Shao había nacido en el 1011 en una zona conocida como el condado Hengzhang (衡漳, actualmente Anyang, Henan) era hijo de Shao Gu (邵古, 986–1064) y Lady Li (李氏, d. 1032 o 1033). La madre de Shao, Li, era una practicante devota del Budismo. Esta conexión con el budismo jugó una influencia muy importante a lo largo de toda la vida de Shao. 
El primer maestro de Shao Yong fue Shao Gu, su padre. Esta era una costumbre muy común en el ámbito familiar de la China de esa época. Shao Gu era un estudioso de la filología y se adivina su influencia en las obras literarias de Shao. Bajo la dirección de su padre, estudió los Seis textos clásicos de Confucio en forma muy intensa siendo aún muy joven. Shao también buscó aprender en escuelas privadas, muchas de las cuales eran administradas por monjes, estando bajo una gran influencia budista. 
Hacia 1020, la familia Shao se mudó al condado de Gongcheng (actualmente Xinxiang, Henan). Poco tiempo luego de fallecer su madre en 1032 o 1033 Shao tomó contacto con su maestro más importante, Li Zhicai (李之才). Li había sido discípulo de un especialista en prosa antigua llamado Mu Xiu (穆修, 979–1032). Bajo la guía de Mu Xiu, Li había realizado extensos estudios del I Ching.

## Carrera y vida posterior
Shao perteneció a un grupo de pensadores que se asentaron en Luoyang durante las tres últimas décadas del siglo XI. Este grupo tenía dos objetivos básicos. Uno era encontrar paralelos entre sus propias líneas de pensamiento y el Confucianismo (儒教) tal como lo interpretaba Mencio. 
En segundo lugar, estos pensadores se dedicaban debilitar toda conexión real o de otro tipo entre el confucianismo del siglo IV y lo que ellos consideraban escuelas de pensamiento filosófico inferiores como el Budismo y Taoísmo. Otros miembros de esta cofradía de pensadores eran: Cheng Yi, Zhang Zai, Cheng Hao (程顥, 1032-1085) y Zhou Dunyi. Un rol central en el trabajo de estos pensadores fue el texto antiguo I Ching, que había sido estudiado con sumo detalle por cada uno de ellos. Sin embargo la forma en la que Shao estudiaba este texto antiguo, era distinta de la metodología empleada por sus colegas. 
Durante la dinastía Song, convivieron dos enfoques principales para estudiar el I Ching. Al igual que la mayoría de los estudiosos, los otros miembros del grupo de Shao siguieron el método yili xue (義理學, "estudio de principios"), el cual se basaba en conceptos relacionados con la literatura y la moral. El otro enfoque, que solo lo siguió Shao, era el enfoque xiangshu xue (象數學, "estudio de imágenes y números"), que se basaba en mayor medida en conceptos iconográficos y cosmológicos. Se le ha atribuido una manera de abordar la adivinación por medio del I Ching conocida como Mei Hua Yi.
Shao Yong también edita el "Tai Hsuan Jing" de Yang Hsiung (10 AD). Influenciado por el sistema de Base 3 que encuentra en el Tai Hsuan, Shao Yong ordena los Hexagramas del I Ching en un orden binario (el sistema Fu Hsig). Esto ejerce influencias sobre Leibnitz y sus ideas de aritmética binaria, y a su vez el lenguaje de las computadoras modernas.

## Poesía
Shao también es famoso por su poesía y por su interés en el juego de Go (wéiqí). Escribió una Gran Oda observando una partida de Wéiqí (觀棋大吟), uno de los poemas chinos clásicos que han perdurado, como también la Larga Oda observando una partida de Wéiqí (觀棋長吟), la cual se traduce abajo.
Larga oda observando una partida de Weiqi
| En un silencioso patio en primavera, mientras la luz de la tarde se filtra entre el follaje, los huéspedes se relajan en la varanda y observan mientras dos compiten en una partida de wéiqí. Cada uno encarna las fuerzas divinas e infernales, esculpiendo montañas y ríos en su mundo. Sobre el tablero, dragones y serpientes se alinean para la batalla, la fortuna es adversa y las fortificaciones vencidas son objeto del pillaje; las multitudes mueren, empujadas en fosas por los soldados Qin, y la audiencia de este drama permanece atónita ante el General Jin. Sentarse ante el tablero implica elevar la alabarda y experimentar el combate, soportar el frío y las llamas de los cambios constantes; la vida y la muerte jugaran con ambos maestros, pero tanto la victoria como la derrota pueden ir a solo uno. En esta senda, uno desnuda los engaños del contrincante, en la vida, uno debe construir su propia imagen; es grave una herida al ombligo expuesto o al corazón, pero es solo dolorosa una herida en la cara, que puede ser curada; Es efectivo un golpe que logra hacer blanco en la espalda del oponente, son efectivas aquellas tácticas que abundan en fintas y engaños. Observa la actividad en las calles de nuestra capital, si tu fueras a otro sitio, es que no sería similar? Shao Yong |